# Apollinaire de Laodicée
Pour les articles homonymes, voir Apollinaire.
Apollinaire de Laodicée (né vers 310, mort vers 390), dit aussi Apollinaire le Jeune, parce que fils d'Apollinaire l'Ancien (nom grec : Άπολλινάριος ; nom latin : Apollinaris), fut évêque de Laodicée de Syrie (Lattaquié), élu en 361, et fondateur de l’apollinarisme.

## Biographie
Né vers 310, ayant reçu une très vaste instruction auprès de son père grammaticus, il devint lecteur dans l'Église de sa ville natale, mais eut des démêlés avec l'évêque Théodote (comme son père) pour son attachement à la culture classique d'origine païenne. À l'époque du triomphe de l'arianisme (sous le règne de Constance II), son père et lui furent de constants partisans du concile de Nicée, nouant des liens durables avec Athanase d'Alexandrie. En 361, peu avant la mort de Constance II, il fut élu évêque de Laodicée. Sous le règne de Julien, les chrétiens ayant été interdits d'enseignement de la littérature païenne, en collaboration avec son père il tenta de transposer les textes bibliques dans les genres littéraires classiques des Grecs (épopée, tragédie...), entreprise qui fit apparemment long feu, car presque rien n'a été conservé.
Du fait de sa très grande culture et surtout de son attachement de toujours à la foi nicéenne, Apollinaire fut longtemps regardé avec une très haute considération par de grandes figures de l'Église orthodoxe comme Athanase d'Alexandrie, Basile de Césarée (qui le consulte sur des points de doctrine), Jérôme de Stridon (qui se met à son école quand il arrive en Syrie en 373). Ce fut seulement dans un concile tenu à Rome en 376 que son nom fut clairement associé à l'hérésie dite ensuite « apollinariste ». Deux autres conciles romains (en 377 et 381), et plus solennellement le concile de Constantinople de 381, condamnèrent ensuite clairement cette doctrine et son inventeur. En 376, Apollinaire avait consacré Vital évêque d'Antioche et entamé la constitution d'une Église schismatique.
Il meurt vers 390.

## Doctrine
Apollinaire décrivait l'Incarnation de la manière suivante : le Verbe divin (deuxième personne de la Trinité) s'est associé à un corps humain avec son « âme » comme simple principe de vie animale (psychê alogos), mais il occupe par rapport à ce corps vivant la place de l'« intellect » ou « âme rationnelle » (nous, psychê logikê), si bien qu'il n'y a pas d'intellect humain en Jésus-Christ. C'est ce qu'il exprime dans ses écrits :

« Ils dessinent du doigt sur la pierre, ceux qui enseignent l'existence dans le Christ de deux intellects, j'entends, un divin et un humain. En effet, si tout intellect est souverain, mû par son vouloir propre selon la nature, il est impossible que dans un seul et même sujet en coexistent deux qui voudraient l'opposé l'un de l'autre, chacun des deux opérant l'objet de son vouloir selon un mouvement autonome.
Pour notre part nous confessons non pas que le Verbe de Dieu se serait transporté dans un homme saint, comme c'était le cas dans les prophètes, mais que le Verbe lui-même est devenu chair, non pas en prenant un intellect humain, intellect qu'orientent et que captivent des pensées impures, mais en étant un intellect divin, immuable et céleste. »

C'est ainsi qu'Apollinaire prétendait défendre, notamment contre les ariens, la parfaite divinité de Jésus-Christ, considérant d'autre part qu'un esprit humain aurait été par définition porteur du péché. Cette doctrine n'est pas conforme à l'orthodoxie, qui considère que Jésus-Christ est à la fois parfaitement Dieu et parfaitement homme, c'est-à-dire qu'il ne lui manque rien de la nature humaine, corps, âme et intellect (sans qu'elle soit chez lui atteinte par le péché).
Bien que sa doctrine ait été condamnée, Apollinaire a fortement contribué à donner forme aux querelles christologiques du Ve siècle, pendant lesquelles plusieurs de ses formules furent en fait reprises, même avec des sens un peu différents (« une seule nature du Verbe incarné », le Christ « consubstantiel au Père selon sa divinité, à nous selon son humanité », etc.).
Après sa condamnation, aucun ouvrage sous son nom ne fut conservé (sauf deux lettres adressées à Basile de Césarée), mais d'après un texte anonyme intitulé Adversus fraudes Apollinaristarum (attribué autrefois à Léonce de Byzance), ses disciples firent circuler ses œuvres sous d'autres noms : Grégoire le Thaumaturge (Exposition de la foi), Athanase d'Alexandrie (Sur l'Incarnation), le pape Jules Ier (Sur l'unité en Christ). L'attribution de ces textes à Apollinaire est considérée par les théologiens modernes comme vraisemblable. Il avait écrit aussi des réfutations des traités anti-chrétiens du philosophe Porphyre de Tyr et de l'empereur Julien. On possède d'autre part de lui des commentaires de textes bibliques inclus dans des chaînes.

## Œuvres
- CPG 3645-3700
- Demostratio incarnationis divinae
- De unione corporis et divinitatis in Christo
- De fide et incarnatione
- Quod unus sit Christus
- De incarnatione Dei Verbi

### Source
Marie-Nicolas Bouillet  et Alexis Chassang (dir.), « Apollinaire » dans Dictionnaire universel d’histoire et de géographie, 1878 (lire sur Wikisource)